# 藤田宗久
藤田 宗久（ふじた そうきゅう、1949年9月18日 - ）は、演劇集団 円に所属する愛知県名古屋市出身（生まれは岡山県津山市）の俳優。

## 来歴・人物
東海中学校・高等学校、東京外国語大学ロシア語学科卒業。特技は3段の腕前を持つ剣道と英会話。
大学在学中に演劇に興味を持ち、岩松了や加藤文彦らと共に演劇部を創設。舞台芸術学院に1年通い、その後五月舎の研究所に入所。大学卒業後の1973年に劇団雲の研究生となる。1975年に劇団雲が演劇集団 円と劇団昴に分裂した際に円に参加。翌1976年、研究生ながら本公演『ペリクリーズ』の主演に抜擢される。1977年に円の正会員に昇格。
以降、演劇集団 円の公演はもとより映画、テレビドラマに多数出演。端整な顔立ちと気品溢れる佇まいから、医者、刑事、弁護士など、俗に言うエリートの役を多く演じる。安定した演技力と存在感から林徹、塩屋俊、若松節朗、池広一夫といった映画・テレビ関係者から絶大な信頼を得ている。また、英会話を得意とすることから外国映画にも出演。ジョージ・タケイ、スティーブン・セガール、ラッセル・クロウといった著名な俳優とも共演を重ねた。さらに、円・演劇研究所では不定期ながら演技実習の講師を務め、後進の育成に尽力している。

## 出演

### 映画
- F2グランプリ（1984年・東宝配給・小谷承靖監督作品） - 宮本
- カウラ大脱走（TVM）　（1985年・オーストラリア製作・フィリップ・ノイス監督作品）
- アンボンで何が裁かれたか（1991年・オーストラリア製作・スティーブン・ウォレス監督作品） - 松ヶ枝
- 本気!7 激突篇（オリジナルビデオ）（1997年・村田忍監督作品）
- いちげんさん（2000年・森本功監督作品）
- 畏れ慄いて（2002年・フランス製作・アラン・コルノー監督作品）
- イントゥ・ザ・サン（2005年・ソニー・ピクチャーズ・ミンク監督作品） - 前田刑事
- ユメ十夜 プロローグ・エピローグ（2007年・清水厚監督作品） - 夏目漱石 役
- おとうと（2010年・松竹配給・山田洋次監督作品）
- 交渉人 THE MOVIE タイムリミット高度10,000mの頭脳戦（2010年・東映配給・松田秀和監督作品）
- お終活 熟春!人生、百年時代の過ごし方 （2021年5月21日、 イオンエンターテイメント配給・香月秀之監督作品　） - 林 役

### テレビドラマ

#### NHK
- 大河ドラマ
  - 山河燃ゆ（1984年） - ジョー・北川 役
  - 葵 徳川三代（2000年） - 安藤重信 役
  - 武蔵 MUSASHI（2003年） - 石川六兵衛 役
  - 新選組!（2004年） - 菱屋太兵衛 役
  - 花燃ゆ（2015年） - 山県太華 役
- 真田太平記（1985 - 1986年） - 本多忠朝 役
- 憲法はまだか（1996年） - 佐藤達夫 役
- 連続テレビ小説
  - 天花（2004年） - 星野課長 役
  - 瞳（2008年） - 杉本敏彦 役
- 再生の町（2009年） - 寺岡貞治 役
- メイドインジャパン（2013年） - 高村社長 役
- 太陽の罠（2013年） - 横田善三 役
- 妻たちの新幹線（2014年） - 山本欣三郎 役
- ミス・ジコチョー〜天才・天ノ教授の調査ファイル〜（2019年） - 戸崎啓介 役
- きよしこ（2021年） - 近藤医師 役

#### 日本テレビ
- 太陽にほえろ!
  - 第635話「いい加減な女」（1985年） - 大下勇次
  - 第663話「1970年9月13日」（1985年） - 科警研研究員
  - 第678話「山村刑事の報酬なき戦い」（1986年） - 安井刑事 役
  - 第690話「私が七曲署の藤堂だ」（1986年） - 野口勝彦 役
- 火曜サスペンス劇場
  - 「監察医・室生亜季子6」（1989年） - 藤本高 役
  - 「弁護士・高林鮎子8」（1990年） - 夏野警部 役
  - 「わが町1」（1992年） - 森英明 役
  - 「京都・女性記者シリーズ5〈坂口版〉」（1992年） - 戸川事務局長
  - 「松本清張スペシャル・影の地帯」（1993年） - 古谷先生 役
  - 「九門法律相談所2」（1994年） - 壇和彦 役
  - 「女検事・霞夕子1」（1994年） - 柴田刑事部長 役
  - 「監察医・室生亜季子19」（1995年） - 木原明 役
  - 「新任判事補3」（1996年） - 政木検事 役
  - 「盲人探偵・松永礼太郎8」（1997年）
  - 「指名手配 (テレビドラマ)」（1998 - 2000年） - 中沢正雄 役
  - 「逃げる女」（1999年） - 高森透 役
  - 「地方記者・立花陽介16」（2000年） - 桑本ヒロシ 役
  - 「松本清張スペシャル・内海の輪」（2001年）
  - 「取調室18」（2002年10月8日） - 都倉本部長役
  - 「女検事・霞夕子19」（2002年） - 立花正義 役
  - 「軽井沢ミステリー5」（2003年） - 徳永秀浩 役
  - 「女検事・霞夕子23」（2004年） - 佐久間検事 役
- 誇りの報酬 第3話「賭けをするなら命がけ」（1985年） - 城南署刑事
- 連続ドラマ小説 木下部長とボク（2010年） - 山崎本部長 役
- 五つ星ツーリスト〜最高の旅、ご案内します!!〜（2015年） - 加賀美社長 役
- 天才を育てた女房（2018年） - 石田医師 役
- 白衣の戦士!（2019年） - 一ノ瀬修治 役

#### TBS
- Gメン'75
  - 第259話 「銭湯帰りのＯＬ殺人事件」（1980年）−　田上まさお
  - 第344話「真夜中の眼」（1982年） - スナックのマスター
- 赤い秘密（1985年） - 田村さなえの父 役
- 月曜ドラマスペシャル
  - 「刑事・野呂盆六2」（1994年） - 鐘島笙二郎 役
  - 「税務調査官・窓際太郎の事件簿1」（1998年） - 川窪敏夫 役
- ウルトラシリーズ
  - ウルトラマンガイア（1999年） - 津田博士 役
  - ウルトラマンネクサス（2005年） - TLT医師
- 水戸黄門（2000年） - 松岡弾正 役
- 大江戸を駈ける!（2001年） - 永井安房守 役
- 月曜ミステリー劇場
  - 「弁護士高見沢響子4」（2001年） - 相場検事 役
  - 「世直し公務員ザ・公証人1」（2002年） - 吉澄達夫 役
  - 「森村誠一サスペンスシリーズ5」（2005年） - 阿部医師 役
- マイリトルシェフ（2002年） - 匂坂太一の父 役
- GOOD LUCK!!（2003年） - 久木田課長 役
- ガチバカ!（2006年） - 井上智幸 役
- 月曜ゴールデン
  - 「おばさん会長・紫の犯罪清掃日記!ゴミは殺しを知っている7」（2006年） - 犬養弁護士 役
  - 「検事・沢木正夫2」（2006年） - 室生管理官 役
  - 「十津川警部シリーズ」
    - 「42 九州ひなの国殺人ルート」（2009年9月28日） - 山本京平 役
    - 「47 熱海・湯河原殺人事件」（2012年4月16日） - 辰巳英一郎 役

  - 「ヤメ判 新堂謙介 殺しの事件簿2」（2012年） - 草野正孝 役
  - 「浅見光彦シリーズ31」（2012年） - 平沢所長 役
- スイート10〜最後の恋人〜（2008年） - 増田治の父 役
- 官僚たちの夏（2009年） - 坂崎頭取 役
- 運命の人（2012年）
- 日曜劇場
  - TOKYO MER〜走る緊急救命室〜（2021年） - 病院長 役
    - TOKYO MER〜隅田川ミッション〜（2023年4月16日）

#### フジテレビ
- 正義は勝つ（1995年） - 堀部安秀 役
- ショムニ（2002年） - 森口社長 役
- 金曜エンタテイメント
  - 「ハマの静香は事件がお好き1」（2003年） - 上田誠 役
- クニミツの政（2003年） - 中島六次郎 役
- 大奥〜華の乱〜（2005年） - 内藤若狭守 役
- 恋におちたら〜僕の成功の秘密〜（2005年） - 種田総一郎 役
- 金曜プレステージ
  - 「おばさんデカ 桜乙女の事件帖15」（2007年） - 大杉和夫 役
  - 「ハマの静香は事件がお好き6」（2009年） - 田中泰治 役
  - 「ドクター小石の事件カルテ5」（2009年） - 奥山隆輔 役
  - 「松本清張ドラマスペシャル・山峡の章」（2010年） - 朝川清 役
  - 「赤い霊柩車シリーズ27」（2011年） - 川嶋大介 役
  - 「銭女」（2014年） - 増渕靖夫 役
- 不毛地帯（2009年） - 麦野久三 役
- 全開ガール（2011年） - 新堂響一の父 役
- サキ（2013年） - 網浜泰之 役
- トレース〜科捜研の男〜（2019年） - 島谷正和 役
- 竜の道 二つの顔の復讐者（2020年） - 室谷茂 役

#### テレビ朝日
- 特捜最前線
  - 第6話「私の愛の墓標」（1977年）
  - 第29話「プルトニウム爆弾が消えた街」（1977年）
  - 第112話「赤い殺意を飼う女!」（1979年）
  - 第293話「木枯らしの街で!」（1982年）
  - 第393話「オレンジ色の傘の女!」（1984年）
  - 第425話「あるサラリーマンの死!」（1985年）
  - 第438話「美しい狙撃者! 殺意を呼ぶマネーゲーム!」（1985年）
  - 第450話「前略、神代課長様・天使からの告発状!」（1986年）
  - 第468話「追跡・声紋No.105937!」（1986年）
- 私鉄沿線97分署（1986年） - 山上康二 役
- 土曜ワイド劇場
  - 「西村京太郎トラベルミステリー31」（1997年） - 伊東部長 役
  - 「終着駅シリーズ8」（1998年） - 柳沢英夫 役
  - 「西村京太郎トラベルミステリー32」（1998年） - 中山社長 役
  - 「保険調査員ハナコ・時価一億円の女」（2006年） - 木田悟志 役
  - 「新船長の航海事件日誌」（2006年） - 湯川成人 役
  - 「事件12」（2006年） - 長谷川義和裁判長 役
  - 「温泉医ぽっかや診療所事件カルテ6」（2007年） - 戸村栄介 役
  - 「牟田刑事官事件ファイル33」（2007年） - 守屋征太郎 役
  - 「西村京太郎トラベルミステリー49」（2008年） - 矢部警部 役
  - 「新聞記者・鶴巻吾郎3」（2009年） - 森直哉 役
  - 「事件14」（2010年） - 大下茂 役
  - 「越境捜査2」（2010年） - 鹿沼行夫 役
  - 「温泉若おかみの殺人推理27」（2014年） - 二階堂潔 役
  - 「天才刑事・野呂盆六10」（2015年） - 平本喜八 役
  - 「牟田刑事官VS終着駅の牛尾刑事そして事件記者冴子15」（2016年） - 太田幸三 役
- はぐれ刑事純情派（1997年） - 吉原英之 役
- 痛快!三匹のご隠居（1999年） - 松波弥助 役
- 反乱のボヤージュ（2001年） - 池井戸教授 役
- 子連れ狼（2003年） - 井上筑後守 役
- 名奉行!大岡越前 第1シリーズ（2005年） - 本多出雲 役
- 京都迷宮案内 スペシャル（2005年）
- 相棒
  - season6（2007年） - 赤川良平 役
  - season7（2008年） - 山岸邦充 役
  - season16（2017年） - 松下隆司 役
- その男、副署長（2009年） - 佐藤明彦 役
- 必殺仕事人2009（2009年） - 田上重太郎 役
- 警視庁捜査一課9係（2010年） - 西丸洋一 役
- 警視庁継続捜査班（2010年） - 岸野渉 役
- 京都地検の女（2010年） - 飯島康志 役
- 鬼龍院花子の生涯（2010年） - 遠山一郎 役
- 告発〜国選弁護人（2011年）
- 科捜研の女
  - スペシャル3（2011年） - 井上省三 役
  - （2019年） - 久住博之 役
  - Season21（2022年） - 門谷道朗 役
- おみやさん（2011年） - 佐久間豊 役
- 刑事魂（2012年）
- TEAM -警視庁特別犯罪捜査本部-（2014年） - 北田雅彦 役
- 最強のふたり〜京都府警 特別捜査班〜（2015年） - 栗田和仁 役
- 民王スピンオフ〜恋する総裁選〜（2016年4月22日、テレビ朝日） - 鈴本 役
- 遺留捜査（2019年） - 深山平助 役
- 刑事7人 Season6（2020年） - 木下幸二 役
- 七人の秘書（2020年） - 橋本警視総監 役
- 日曜ワイド
  - 「おかしな弁護士」（2017年） - 工藤孝則 役

#### テレビ東京
- 海にかける虹〜山本五十六と日本海軍（1983年） - 岩村精一郎 役
- 大忠臣蔵（1989年） - 早水満尭 役
- 北朝鮮拉致・めぐみ、お母さんがきっと助けてあげる（2003年） - 荒木和博 役
- 女と愛とミステリー
  - 「異端の夏」（2003年） - 真鍋刑事 役
  - 「猪熊夫婦の駐在日誌1」（2004年） - 稲沢忠司 役
  - 「特捜刑事・遠山怜子2」（2004年） - 板井医師 役
- 水曜ミステリー9
  - 「捜査検事・近松茂道7」（2007年） - 天沼昌也 役
  - 「監察医・篠宮葉月 死体は語る12」（2012年） - 鈴木幸太郎 役
  - 「鑑識特捜班・九条礼子〜骨を知る女〜3」（2014年） - 笹川実 役
  - 「ドクターハート 薮田公介の事件カルテ1」（2014年） - 香取道雄 役
- 女優 麗子〜炎のように（2013年） - 渡瀬陽平 役
- 警視庁ゼロ係〜生活安全課なんでも相談室〜（2017年） - 真中孝志 役
- アメリカに負けなかった男〜バカヤロー総理 吉田茂〜（2020年） - 西村栄一 役
- 月曜プレミア8
  - 今野敏サスペンス 「暁鐘 警視庁強行犯係・樋口顕」（2022年4月4日）- 橋本浩之 役

#### WOWOW
- 石つぶて 〜外務省機密費を暴いた捜査二課の男たち〜（2017年） - 則川久治 役

### 舞台
- 『美しきものの伝説』　（五月舎研究生公演・1972年・木村光一演出作品）
- 『赤い鳥のいる風景』　（五月舎研究生公演・1972年・早野寿一演出作品）
- 『審判』『堂々たるコキュ』『おばけりんご』『海神別荘』『サイゴンから来た男』　（三百人劇場オープニング公演・1974年）
- 『黄金の国』　（1975年・三百人劇場）
- 『ペリクリーズ』　（1976年10月1日〜31日・ABC会館ホール・安西徹雄演出作品）
- 『リア王』　（1977年・自由劇場客演・家高勝演出作品）
- 『天竺徳兵衛韓噺』　（1977年10月19日〜29日・ABC会館ホール・家高勝演出作品）
- 『ハムレット』　（1978年・自由劇場客演・家高勝演出作品）
- 『夜叉ヶ池』　（1978年7月5日〜28日・ABC会館ホール・芥川比呂志演出作品）
- 『夜叉ヶ池』（再演）　（1979年3月1日〜6日・サンシャイン劇場・芥川比呂志演出作品）
- 『ユビュ王』　（1979年10月1日〜8日・渋谷ジァン・ジァン・大間知靖子演出作品）
- 『まちがいいつづき』　（1980年2月29日〜3月6日・紀伊國屋ホール・安西徹雄演出作品）
- 『ブリタニキュス』　（1980年6月7日〜20日・紀伊國屋ホール・渡辺守章演出作品）
- 『まちがいつづき』（再演）　（1981年3月9日〜15日・紀伊國屋ホール・安西徹雄演出作品）
- 『ヴォルポーネ』　（1982年6月18日〜23日・紀伊國屋ホール・安西徹雄演出作品）
- 『リア王』　（1985年4月12日〜23日・新宿ステージ円・安西徹雄演出作品）
- 『シーザーとクレオパトラ』　（1989年5月・グローブ座・安西徹雄演出作品）
- 『ジュリアス・シーザー』　（1989年5月・グローブ座）
- 『メアリー・スチュアート』　（1989年11月22日〜29日・シアターサンモール・大間知靖子演出作品）
- 『山ホトトギスほしいまま』　（1993年11月・前進座劇場・立沢雅人演出作品）
- 『山ホトトギスほしいまま』（再演）　（1995年7月・前進座劇場・立沢雅人演出作品）
- 『招待券』　（1997年11月・みゆき館・大間知靖子演出作品）
- 『小さなエイヨルフ』　（1999年5月13日〜23日・シアターΧ・安西徹雄演出作品）
- 『ハムレットの楽屋』　（2000年5月23日〜28日・俳優座劇場・大間知靖子演出作品）
- 『マルフィ公爵夫人』　（2002年3月19日〜31日・田原町ステージ円・安西徹雄演出作品）
- 『マクロプロス』　（2003年2月28日〜3月12日・田原町ステージ円・山下悟演出作品）
- 『鏡花万華鏡 風流線』　（2004年7月16日〜25日・紀伊國屋ホール・山本健翔演出作品）
- 『ロスメルスホルム』　（2006年5月18日〜28日・田原町ステージ円・安西徹雄演出作品）
- 『死の舞踏』　（2008年7月17日〜31日・田原町ステージ円・安西徹雄演出作品）

### テレビアニメ
- 金田一少年の事件簿（1999年、日本テレビ系列） - 木戸直純

### 劇場アニメ
- 009 RE:CYBORG（2012年劇場公開、Production I.G・ティ・ジョイ） - ボイド
- ハーモニー（2015年劇場公開、東宝配給） - 老人[1]

### 吹き替え

#### 映画
- 沈黙の陰謀（テレビ朝日版）

#### ドラマ
- アニマル・レスキュー・キッズ（NHK教育テレビ）
- トワイライト・ゾーン（ミステリチャンネル）
- 騎馬警官1・2　（NHK衛星第2テレビジョン・ミステリチャンネル）
- チャームド シーズン2　（NHK衛星第2テレビジョン）
- レリックハンター 秘宝を探せ（2000年6月1日〜2003年9月16日・NHK衛星第2テレビジョン）
- ザ・ホワイトハウス シーズン3・4　（2004年10月5日〜2006年3月14日・NHK衛星第2テレビジョン）
- WITHOUT A TRACE/FBI 失踪者を追え!（2005年3月30日〜・NHK衛星第2テレビジョン）

### ラジオドラマ
- FMシアター（NHK-FM）
  - 「満月の夜」（2010年1月9日）[2]
- 青春アドベンチャー（NHK-FM）
  - 『００－０３　都より愛をこめて』（2020年4月20日 - 5月1日）[3] - 青い狼、ドクターシャチホコ 役